# ニッキー・ビリー・ニールセン
ニッキー・ニルス・ビリー・ニールセン（Nicki Niels Bille Nielsen, 1988年2月7日 - ）は、デンマーク・コペンハーゲン出身のサッカー選手。ポジションはFW。
世代別デンマーク代表で計40試合以上に出場している。2011年にはU-21デンマーク代表として母国開催のU-21 EURO2011に出場し、同世代別代表では21試合15得点の記録を残した。ダニエル・ヴァスは従兄弟である。

## 経歴

### クラブ

#### BKフレム
スーペルリーガ（1部）のBKフレムの下部組織出身であり、2005年夏にトップチームに昇格し、7月31日のBKフレマズ・アマー戦でデビューした。10月にはフレムと2年契約を結び、11月にはイングランド・プレミアリーグのニューカッスル・ユナイテッドFC とポーツマスFCのトライアルに参加した。フレムではスタメンの座を守れなかったが、2006年8月までに計38試合に出場して4得点した。

#### レッジーナ・カルチョ
2006年9月、ワルテル・マッツァーリ監督率いるイタリア・セリエAのレッジーナ・カルチョに移籍した。11月8日のコッパ・イタリアの試合でデビューし、11月19日にセリエAデビューを飾ったが、2006-07シーズンのリーグ戦では7試合に出場して無得点に終わった。トップチームのみならずユースチームでもプレーし、2007年のカンピオナート・ナツィオナーレ・プリマヴェーラではACミラン・プリマヴェーラとの2試合で2得点を挙げて上位進出に貢献した。トップチームの監督にマッシモ・フィッカデンティ監督が就任すると、ビリーのスタメン維持は困難になり、セリエC1（3部相当）のACマルティーナとASルッケーゼ・リベルタス1905にレンタル移籍した。どちらのクラブもビリーの在籍時に破産宣告し、代理人によるとビリーは給料未払いの状態にあったという。2008年8月、ビリーは契約満了前に契約破棄を行うために、賃金を受け取る権利を放棄することを認めた。なお、ルッケーゼに所属していた5月には主審を小突いた廉でレッドカードを提示され、8試合の出場停止処分を受けていた。

#### FCノアシェラン
2008年8月にデンマークに戻り、スーペルリーガのFCノアシェランの練習に参加した。9月18日、デンマークサッカー協会はビリーのキャリアの再起を考慮し、いかなるクラブとも契約していない状態でも2008-09シーズン第9節終了時に8試合の出場停止処分が満了するとする裁定を下し、10月早々から試合への出場が可能となった。
9月25日にFCノアシェランと契約を結び、10月にデビューを飾った。2008-09シーズンはマルティン・ベアンブルグの控えとして10試合に出場した。2009年夏にベアンブルグが移籍すると、ビリーは2009-10シーズンに飛躍的な成長を遂げ、33試合中32試合に出場して8得点を挙げた。同シーズンのデンマーク・カップでは優勝を果たした。

#### ビジャレアルCF
2010年夏にリーガ・エスパニョーラのビジャレアルCFに移籍し、リザーブチームであるビジャレアルCF Bに登録された。2011年2月5日のレバンテUD戦(0-1)でトップチームデビューした。2011-12シーズンはセグンダ・ディビシオン（2部）のエルチェCFにレンタル移籍し、37試合に出場して11得点を挙げた。2012年夏にはラージョ・バジェカーノにレンタル移籍したが、2012-13シーズン前半戦は9試合出場無得点に終わった。

#### ローゼンボリBK
2013年1月3日、ノルウェーのローゼンボリBKと4年契約を交わして完全移籍した。

#### エヴィアン・トノン・ガイヤールFC
2014年7月14日、リーグ・アンのエヴィアン・トノン・ガイヤールFCに3年契約で加入。同クラブに所属する従兄弟のダニエル・ヴァスに相談し移籍を決断した。

#### エスビャウfB
2014-15シーズンの結果エヴィアンの降格が決定し、エスビャウfBと3年契約を結び母国に復帰した。

#### レフ・ポズナン
2016年1月26日、エクストラクラサのレフ・ポズナンに60万ユーロの移籍金で加入した。

#### パニオニオスFC
2018年1月30日、ギリシャのパニオニオスFCに移籍した。

### 代表

#### 世代別デンマーク代表
2005年9月、初めて世代別代表に選出されてU-18デンマーク代表デビューし、2006年2月までに4試合に出場した。2006年8月のミルク・カップでは、負傷のニクラス・ペデルセンに代わってU-20デンマーク代表に招集され、大会期間中に2試合に出場して1得点を挙げた。2006年9月から2007年6月にかけて、U-19デンマーク代表として9試合に出場して3得点した。2007年のミルク・カップでは再びU-20代表に招集され、3試合で1得点を挙げた。マルティーナへのレンタル移籍後、負傷のボー・ストルムに代わってU-21デンマーク代表に初招集され、2007年9月にデビューした。FCノアシェラン移籍後はU-21代表に招集されることがなく、2008年11月にはU-20代表として最後となる6試合目の出場を飾った。2009年1月に再びU-21代表に招集され、自身の地位を確立した。2010年5月、同年代の親善大会であるトゥーロン国際大会に出場し、4試合で5得点を挙げて得点王に輝くとともに、デンマークを準優勝に導いた。

#### デンマーク代表
2013年8月14日のポーランドとの親善試合でA代表デビュー。同年10月15日のワールドカップ予選、マルタ戦で代表初得点を挙げた。